# Пэйн, Том
Том Пэйн (англ. Tom Payne; 21 декабря 1982, Челмсфорд, Англия, Великобритания) — британский актёр кино и телевидения.

## Биография
Томас Пэйн родился 21 декабря 1982 года в английском городе Челмсфорд, графство Эссекс. В своем родном городе учился в школе с театральным уклоном, после чего переехал в Лондон и поступил там в Центральную школу ораторского и актерского искусства, которую успешно окончил в 2005 году.
Практически сразу после окончания школы Том начинает сниматься для телевидения. С 2007 по 2008 год Том занят на съемках сериала «Улица Ватерлоо», рассказывающего о проблемах современной школы, учеников и учителей. Несмотря на то, что к моменту съёмок «Улицы Ватерлоо» Тому уже исполнилось 24 года, он смог убедительно сыграть 17-летнего школьника.
В кино Том дебютировал в 2008 году в романтической комедии «Мисс Петтигрю живёт одним днём», главные роли в которой исполнили Фрэнсис МакДорманд и Эми Эдамс.
В 2009 году Тому удалось легко влюбить в себя всех британских домохозяек и добиться первой популярности, появившись на экранах телевизоров в очередной экранизации романа Эмилии Бронте «Грозовой перевал», хотя и играл в ней лишь второстепенную роль.
В 2009 году он появляется в детективном сериале "Мисс Марпл" Агаты Кристи.
С 2011 по 2012 играет в сериале про теневую сторону мира конных скачек и конного спорта «Фарт», от режиссера Майкла Манна с Дастином Хоффманом в главной роли.
В 2013 году Тому Пэйну удается получить главную роль в большом кино, в высокобюджетной экранизации одноименного бестселлера, исторической приключенческой драме «Лекарь: Ученик Авиценны». Том играет юного героя, который жаждет стать учеником великого лекаря из Персии, Авиценны, чтобы разгадать его секрет излечения от страшных недугов. Вместе с Пэйном в фильме играют Бен Кингсли и Стеллан Скарсгард. Фильм вышел в прокат во многих странах мира, и на сегодняшний день это самый крупный проект Пэйна.
С 2016 по 2019 год исполнял роль «Иисуса» в сериале «Ходячие мертвецы».
С 2019 по 2021 исполнял главную роль в сериале «Блудный сын» — Малкольма Брайта, криминального психолога и сына серийного убийцы по прозвищу Хирург.
C 2013 года находится в отношениях с моделью Дженнифер Акерман. В декабре 2020 года пара поженилась. 5 января 2022 года у супругов родился сын Харрисон Мэгнас Остин Пэйн.